# 奕亨
貝勒奕亨（1783年9月26日—1832年7月17日），和恪郡王綿偱第三子，母側室金佳氏，其父為金全，和親王系第五代。
他在乾隆四十八年九月（1783年）出生，嘉慶七年十一月（1802年）受封為頭等輔國將軍，嘉慶十二年七月（1817年）接替父親成為和親王第五代，但因為和親王並非世襲罔替的爵位，因此他的封爵只是貝勒。
道光十二年六月（1832年）他去世，虛齡五十岁，由四子載容襲封和親王系第六代，不過需遞降至貝子襲封。載容弟載崇娶禮部尚書貴慶女，吏部郎中瑞琇妹，乃启功高祖母。